# Araiochelys
Araiochelys ('smalle schildpad') is een geslacht van uitgestorven pleurodire schildpadden dat werd ontdekt in het Ouled Abdoun-bekken in Marokko. 

## Naamgeving
Het geslacht bestaat uitsluitend uit de typesoort Araiochelys hiraymai in 2006 benoemd door Eugene S. Gaffney, Tong Haiyan en Peter Andre Meylan. De geslachtsnaam is een combinatie van het Grieks araios, 'smal', een verwijzing naar de smalle maalvlakken, en chelys, 'schildpad'. De soortaanduiding eert Ren Hirayama.

## Ontdekking
Araiochelys werd ontdekt in het Ouled Abdoun-bekken van Marokko, vooral bekend om zijn fossielen uit het Maastrichtien en Paleoceen. Het holotype is THUg 3338. Het bestaat uit een schedel, onderkaken, delen van het pantser en delen van de ledematen.

## Beschrijving
Het preorbitale gedeelte van de schedel van Araiochelys is smaller dan bij alle andere leden van de Bothremydinae. De maalvlakken zijn smaller. De centrale opening van de neusgaten waaiert meer zijwaarts uit. De onderkaak is smal.
De opgaande tak van het bovenkaaksbeen is smal in tegenstelling tot Bothremys. De rand die de onderrand van de oogkas vormt, is relatief opvallend, ook in tegenstelling tot Bothremys.

## Fylogenie
Araiochelys is in 2006 in de Bothremydina.